# 익령군 이치 묘소
익령군 이치 묘소는 경기도 고양시 덕양구 성사동에 있다. 2005년 7월 29일 고양시의 향토문화재 제44호로 지정되었다.

## 개요
조선조 전기 태종의 아들인 익령군의 묘소이다. 조선조 초기 비석과 문인석 등 원형보존된 석물이 배치되어 있다.